# 绝缘胶带

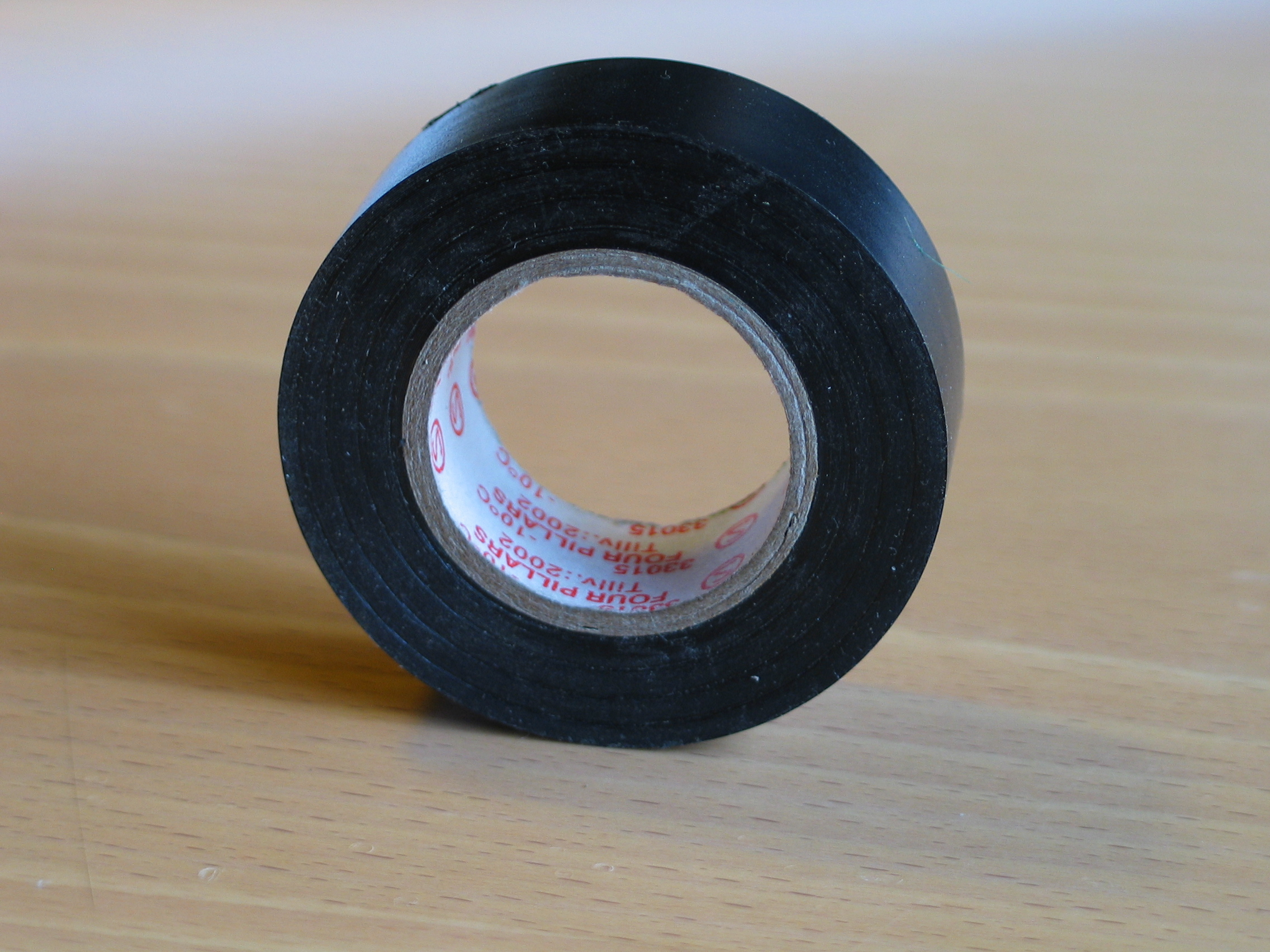
標準黑色的绝缘胶带

绝缘胶带（英語：Electrical tape），又称电工胶带、電火布、電線膠布，用於絕緣電線和其他導電材料。它可以由多種塑膠製成，但PVC是最受歡迎的，因為它具有良好的拉伸性並提供有效且持久的絕緣效果。

## 種類

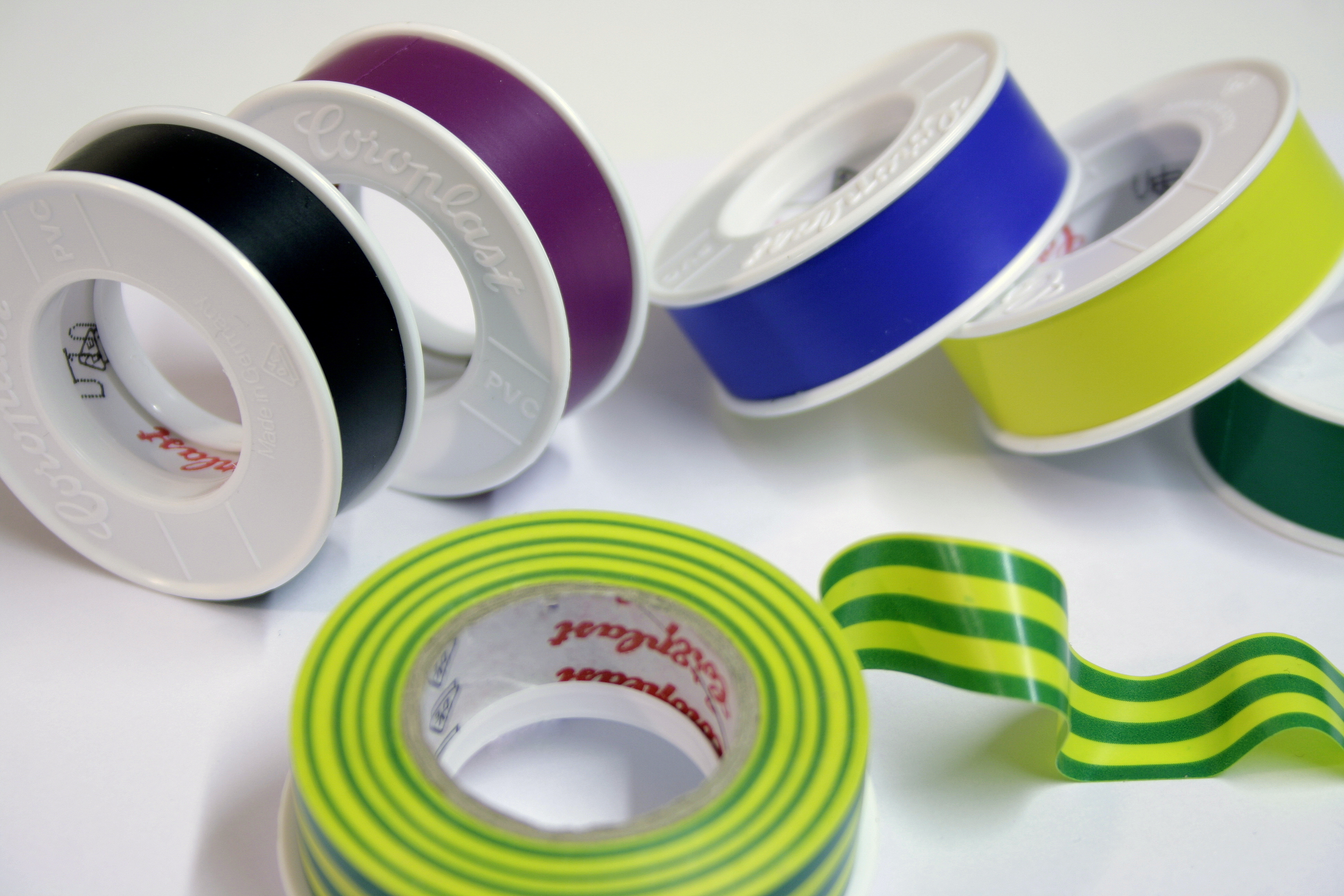
一系列顏色編碼的電工膠帶。

有多種電工膠帶可供選擇，其中一些用於高度專業化的用途。電工可能會使用各種顏色的膠帶來絕緣電線並指示電線的電壓等級和相位。當電線定相時，在靠近端子的每一端放置一圈膠帶，以便電線的用途顯而易見。
| 膠帶顏色       | 用法（美國）        | 用法（英國）        | 用法（國際 - 新）        |
| -------------- | ------------------- | ------------------- | ------------------------ |
| 黑色           | 絕緣 低電壓, A 相位 | 絕緣 低電壓, C 相位 | 低電壓, B 相位           |
| 紅色           | 低電壓, B 相位      | 低電壓, A 相位      | 護套，415 V 3 相         |
| 藍色           | 低電壓, C 相位      | 低電壓, C 相位      | 低電壓, 中性 護套，230 V |
| 棕色           | 高電壓, A 相位      | 低電壓, A 相位      | 低電壓, A 相位           |
| 橘子           | 高電壓, B 相位      |                     | 護套、庭園工具           |
| 黃色           | 高電壓, C 相位      | 低電壓, B 相位      | 護套，110 V 現場接線     |
| 綠色           | 接地                | 接地                |                          |
| 綠色帶黃色條紋 | 隔離接地            | 接地                | 接地                     |
| 白色           | 低壓，中性          |                     |                          |
| 灰色           | 高壓、中性          |                     | 低電壓，C 相位           |

經批准用於電氣應用的膠帶將帶有來自保險商實驗室等機構的批准標籤 。

## 外部連結
- （页面存档备份，存于） Electrical Taping Skills: A Lost Art?
- （页面存档备份，存于） Electrical Tape Tips by KØFF
- ASTM D1000 - Test methods for electrical tapes